# Дэвис, Кристин
Кристи́н Дэ́вис (англ. Kristin Davis; 23 февраля 1965, Боулдер, Колорадо, США) — американская актриса. Наиболее известна ролью Шарлотты Йорк в телесериале HBO «Секс в большом городе», а также в фильмах-продолжениях сериала.

## Биография
Родилась в городе Боулдер (штат Колорадо). Она была единственным ребёнком в семье. Когда Кристин была ребёнком, её родители развелись. Она с матерью и отчимом (который её удочерил) переехала в город Колумбия, штат Южная Каролина, где её отчим, Кит Дэвис, профессор психологии, преподавал в Университете Южной Каролины. Кристин росла вместе с тремя дочерьми отчима от первого брака.
Решила стать актрисой ещё в детстве, после роли в школьной пьесе «Белоснежка и семь гномов». Она жила в Южной Каролине пока не окончила A.C. Flora High School в 1983 году. После окончания средней школы она переехала в Нью-Джерси, где поступила в Университет Рутгерса.
После окончания университета, в 1987, переехала в Нью-Йорк, где начала сниматься в рекламных роликах, а также участвовала в классических и современных театральных постановках. В это время участвовала в открытии студии йоги вместе с другом. В 1995 дебютировала в роли Брук Армстронг Кэмпбелл на Мелроуз-Плейс. Она покинула шоу через один год, когда производители обнаружили, что зрителям не нравится её героиня. Дэвис также получала небольшие роли и в других телевизионных сериалах, включая «Друзья» и «Сайнфелд». В 1998 году была приглашена на роль Шарлотты Йорк в сериале «Секс в большом городе» и оставалась в сериале на протяжении всех сезонов, пока он не закончился в 2004 году. Канал VH1 включил в 200 Выдающихся Икон поп-культуры.
Получила роль в фильме "Приключения Шаркбоя и Лавы" с Джорджем Лопесом и Дэвидом Аркеттом, а также ремейке фильма кинокомпании «The Walt Disney Company» "The Shaggy Dog" с Тимом Алленом. В 2008 году получила роль в полнометражном фильме «Секс в большом городе».

## Личная жизнь
У Дэвис двое детей. В 2011 году она удочерила девочку, которую назвала Джемма Роуз Дэвис. В 2018 году она усыновила мальчика Уилсона. Они проживают в Лос-Анджелесе, штат Калифорния.
Имела ряд проблем с алкоголем. Одно время состояла членом в клубе анонимных алкоголиков. Она ссылается на то, что южное воспитание потворствовало увлечению алкоголем: «Алкоголь освободил меня. Я была очень застенчивой и не знала, как выйти из моей замкнутости. Я выпивала по той же причине, по какой я выбрала карьеру актрисы. Я хотела бы чувствовать и выражать себя свободно».

## Избранная фильмография
| Год       |     | Русское название                             | Оригинальное название                       | Роль                      |
| --------- | --- | -------------------------------------------- | ------------------------------------------- | ------------------------- |
| 1987      | ф   |                                              | Doom Asylum                                 | Джейн                     |
| 1991      | тф  | Конная полиция Нью-Йорка                     | N.Y.P.D. Mounted                            | девушка                   |
| 1991      | с   | Главный госпиталь                            | General Hospital                            | Бетси Чилсон              |
| 1992      | с   |                                              | Mann & Machine                              | Кэти                      |
| 1993      | с   | Шоу Ларри Сандерса                           | The Larry Sanders Show                      | Бри                       |
| 1994      | с   | Доктор Куин, женщина-врач                    | Dr. Quinn, Medicine Woman                   | Кэри Макги                |
| 1995      | с   | Скорая помощь                                | ER                                          | Лесли                     |
| 1995      | ф   | Девять месяцев                               | Nine Months                                 | работница на корте        |
| 1995      | тф  | Нация пришельцев: Душа и тело                | Alien Nation: Body and Soul                 | Карина Тиволи             |
| 1995—1996 | с   | Мелроуз Плейс                                | Melrose Place                               | Брук Армстронг            |
| 1996      | тф  | Самая страшная ложь                          | The Ultimate Lie                            | Клэр Макграт              |
| 1997      | с   | Одинокий парень                              | The Single Guy                              | Лесли                     |
| 1997      | тф  | Смертельное виденье                          | A Deadly Vision                             | Бабетта Уотсон            |
| 1997      | с   | Сайнфелд                                     | Seinfeld                                    | Дженна                    |
| 1998      | кор | Подруга по путешествию                       | Traveling Companion                         | Энни                      |
| 1998      | ф   | Гроздья раздора                              | Sour Grapes                                 | Риггс                     |
| 1999      | тф  | Атомный поезд                                | Atomic Train                                | Меган Сегер               |
| 2000      | кор | Секс в большой Матрице                       | Sex and the Matrix                          | Шарлотта Йорк Макдугал    |
| 2000      | тф  | История Джона Денвера                        | Take Me Home: The John Denver Story         | Энни Денвер               |
| 2000      | тф  | Блэктоп                                      | Blacktop                                    | Сильвия                   |
| 2000      | с   | Друзья                                       | Friends                                     | Эрин                      |
| 2001      | тф  | Кого-нибудь любить                           | Someone to Love                             | Лоррейн                   |
| 2001      | тф  | Три дня                                      | Three Days                                  | Бет Фармер                |
| 1998—2004 | с   | Секс в большом городе                        | Sex and the City                            | Шарлотта Йорк             |
| 2004      | тф  |                                              | The Winning Season                          | Мэнди                     |
| 2004      | с   | Уилл и Грейс                                 | Will & Grace                                | Надин                     |
| 2005      | тф  |                                              | Soccer Moms                                 | Брук                      |
| 2005      | ф   | Приключения Шаркбоя и Лавы                   | The Adventures of Sharkboy and Lavagirl 3-D | мать Макса                |
| 2006      | ф   | Лохматый папа                                | The Shaggy Dog                              | Ребекка Дуглас            |
| 2006      | ф   | Добро пожаловать, или Соседям вход воспрещён | Deck the Halls                              | Келли Финч                |
| 2008      | ф   | Секс в большом городе                        | Sex and the City                            | Шарлотта Йорк             |
| 2004—2009 | с   |                                              | Miss Spider's Sunny Patch Friends           | мисс Спайдер              |
| 2009      | ф   | Формула любви для узников брака              | Couples Retreat                             | Люси                      |
| 2010      | ф   | Секс в большом городе 2                      | Sex and the City 2                          | Шарлотта Йорк-Голденблатт |
| 2012      | ф   | Путешествие 2: Таинственный остров           | Journey 2: The Mysterious Island            | Лиз                       |
| 2012      | тф  |                                              | Of Two Minds                                | Билли Кларк               |
| 2021—2025 | с   | И просто так                                 | And Just Like That…                         | Шарлотта Йорк             |